# 1 Pułk Powietrznodesantowy Szaserów
1 Pułk Powietrznodesantowy Szaserów (fr. 1er régiment de chasseurs parachutistes, 1 RCP) – jednostka wojskowa armii francuskiej, wchodząca w skład 11 Brygady Powietrznodesantowej, we francuskich wojskach lądowych. Pułk składa się z dowodzenia i ośmiu kompanii. Stacjonuje w Pamiers.

## Skład
- Dowodzenie
- kompania dowodzenia i logistyki
- kompania wsparcia
- 1 kompania bojowa
- 2 kompania bojowa
- 3 kompania bojowa
- 4 kompania bojowa
- 5 kompania bojowa
- 12 kompania bojowa

## Dowódcy
| - Major André Hartmann (1943) - Major Henri Sauvagnac (1943) - Colonel Frederic Geille (1944) - Lieutenant Colonel Jacques Faure (1944-1945) - Lieutenant Colonel Henri Sauvagnac (1945-1947) - Lieutenant Colonel Georges Mayer (1955-1958) - Lieutenant Colonel Henri Coustaux (1958-1959) - Colonel Joseph Broizat (1959-1960) - Lieutenant Colonel Plassard (1960-1961) - Lieutenant Colonel Genestout (1961) - Lieutenant Colonel Lafontaine (1961-1962) - Lieutenant Colonel Varennes (1962-1964) - Lieutenant Colonel Vernet (1964-1966) - Colonel Paul Aussaresses (1966-1968) - Lieutenant Colonel Rouquette (1968-1970) - Colonel Brenac (1970-1972) - Colonel de Bire (1972-1974) - Colonel Fayette (1974-1976) - Colonel Noel Chazarain (1976-1978) - Colonel Sengeisen (1978-1980) | - Colonel Aumonier (1980-1982) - Colonel Cardinal (1982-1984) - Colonel Rioufol (1984-1986) - Colonel Vola (1986-1988) - Colonel de Loustal (1988-1990) - Colonel Maupoume (1990-1992) - Colonel Leroy (1992-1994) - Colonel Damay (1994-1996) - Colonel Le Chevallier (1996-1998) - Lieutenant Colonel Leclere (1998-1999) - Colonel Servera (1999) - Colonel Baillaud (1999-2001) - Colonel Thuet (2001-2003) - Colonel Salaun (2003-2005) - Lieutenant Colonel Collet (2005-2007) - Colonel Frédéric Blachon (2007-2009) - Colonel Renaud Sénétaire (2009-) |